# جک کلیتن
جک کلایتون (انگلیسی: Jack Clayton؛ ۱ مارس ۱۹۲۱ – ۲۶ فوریهٔ ۱۹۹۵) یک کارگردان، و تهیه‌کننده اهل ایالات متحده آمریکا بود. 
او در سینمایی کردنِ آثارِ ادبیِ مهم شهرت داشت. از جمله آثارش می‌توان به خیانتکار،  اتاقی در بالا (۱۹۵۹)، بی‌گناهان (۱۹۶۱) و گتسبی بزرگ (۱۹۷۴) اشاره کرد.